# Олександрівка (Унецький район)
Олександрівка (рос. Александровка) — селище в Унецькому районі Брянської області Російської Федерації.
Населення становить 14 осіб. Входить до складу муніципального утворення Івантенське сільське поселення.

## Історія
Населений пункт розташований на території українського етнічного та культурного краю Стародубщина.
Від 2005 року входить до складу муніципального утворення Івантенське сільське поселення.

## Населення
| 2010 | 2013 |
| ---- | ---- |
| 18   | ↘14  |